# II Łódzki Batalion Etapowy
II Łódzki batalion etapowy – oddział wojsk wartowniczych i etapowych w okresie II Rzeczypospolitej pełniący między innymi służbę ochronną na granicy polsko-sowieckiej.

## Formowanie i zmiany organizacyjne
Formowanie batalionu rozpoczęto na przełomie 1918-1919. Otrzymał on nazwę okręgu generalnego, w którym powstał i kolejny numer porządkowy oznaczany cyfrą rzymską. 
Do batalionu wcielono żołnierzy starszych wiekiem i o słabszej kondycji fizycznej. Oficerowie i podoficerowie nie mieli większego doświadczenia bojowego. Batalion nie posiadał broni ciężkiej, a broń indywidualną żołnierzy stanowiły stare karabiny różnych wzorów z niewielką ilością amunicji. W lutym 1921 bataliony etapowe przejęły ochronę granicy polsko-rosyjskiej. Początkowo pełniły ją na linii kordonowej, a w maju zostały przesunięte bezpośrednio na linię graniczną z zadaniem zamknięcia wszystkich dróg, przejść i mostów.  
W 1921 bataliony etapowe ochraniające granicę przekształcono w bataliony celne. II Łódzki batalion etapowy wcielony został częściowo do IV Łódzkiego batalionu etapowego.
10 września batalion przebywał na koncentracji wojsk etapowych 6 Armii w Winnikach. Liczył wtedy w stanie żywionych 8 oficerów oraz 128 podoficerów i szeregowców, w stanie bojowym zaś 9 (sic!) oficerów oraz 114 podoficerów i szeregowców.

## Dowódcy batalionu
- mjr Emil Adolf Siemsen[7]
- kpt. Eustachy Konowaluk[7]